# Steropleurus vindti
Steropleurus vindti är en insektsart som först beskrevs av Charles E. Rungs 1952.  Steropleurus vindti ingår i släktet Steropleurus och familjen vårtbitare.

## Underarter
Arten delas in i följande underarter:
- S. v. midelti
- S. v. vindti